# Eustomias braueri
Eustomias braueri is een straalvinnige vissensoort uit de familie van Stomiidae. De wetenschappelijke naam van de soort is voor het eerst geldig gepubliceerd in 1911 door Zugmayer.